# 월드 보디빌딩 페더레이션
월드 보디빌딩 페더레이션(World Bodybuilding Federation)은 WWE가 1990년 9월 WWE의 빈스 맥맨 회장이 설립한 육체미 대회이다.

## 역사
빈스 맥맨이 보디 빌딩 국제 연맹 (IFBB)에 경쟁하기 위해 설립하였다. 1992년에 경영 악화로 파산되었다.

## 챔피언
- 1991년 - 게리 스트리돔
- 1992년 - 게리 스트리돔

## 결과

### WBF 챔피언십 - 1991년
- 1991년 6월 14일. 뉴저지주 애틀랜틱 시티에서 개최
  - 1위: 게리 스트리돔
  - 2위: 마이크 크리스챤
  - 3위: 베리 데메이
  - 4위: 마이크 퀸
  - 5위: 에디 로빈슨

### WBF 챔피언십 - 1992년
- 1992년 6월 13일. 캘리포니아주 롱비치에서 개최
  - 1위: 게리 스트리돔
  - 2위: 짐 퀸
  - 3위: 에론 베이커
  - 4위: 데이비드 더스
  - 5위: 베리 데메이

## 같이 보기
- XFL (2001년)